# Relaciones España-Mauritania
Las  relaciones España-Mauritania se refieren a las relaciones bilaterales entre la República Islámica de Mauritania y el Reino de España. Las dos naciones han tenido relaciones diplomáticas oficiales desde la década de 1960. España tiene una embajada en Nuakchot y un consulado general en Nouadhibou y Mauritania tiene una embajada en Madrid. España era la potencia principal que dividió el Sáhara Occidental entre Marruecos y Mauritania (1/3 del territorio fue tomado por Mauritania, aunque ninguna parte permanece bajo control de Mauritania en la actualidad).

## Historia

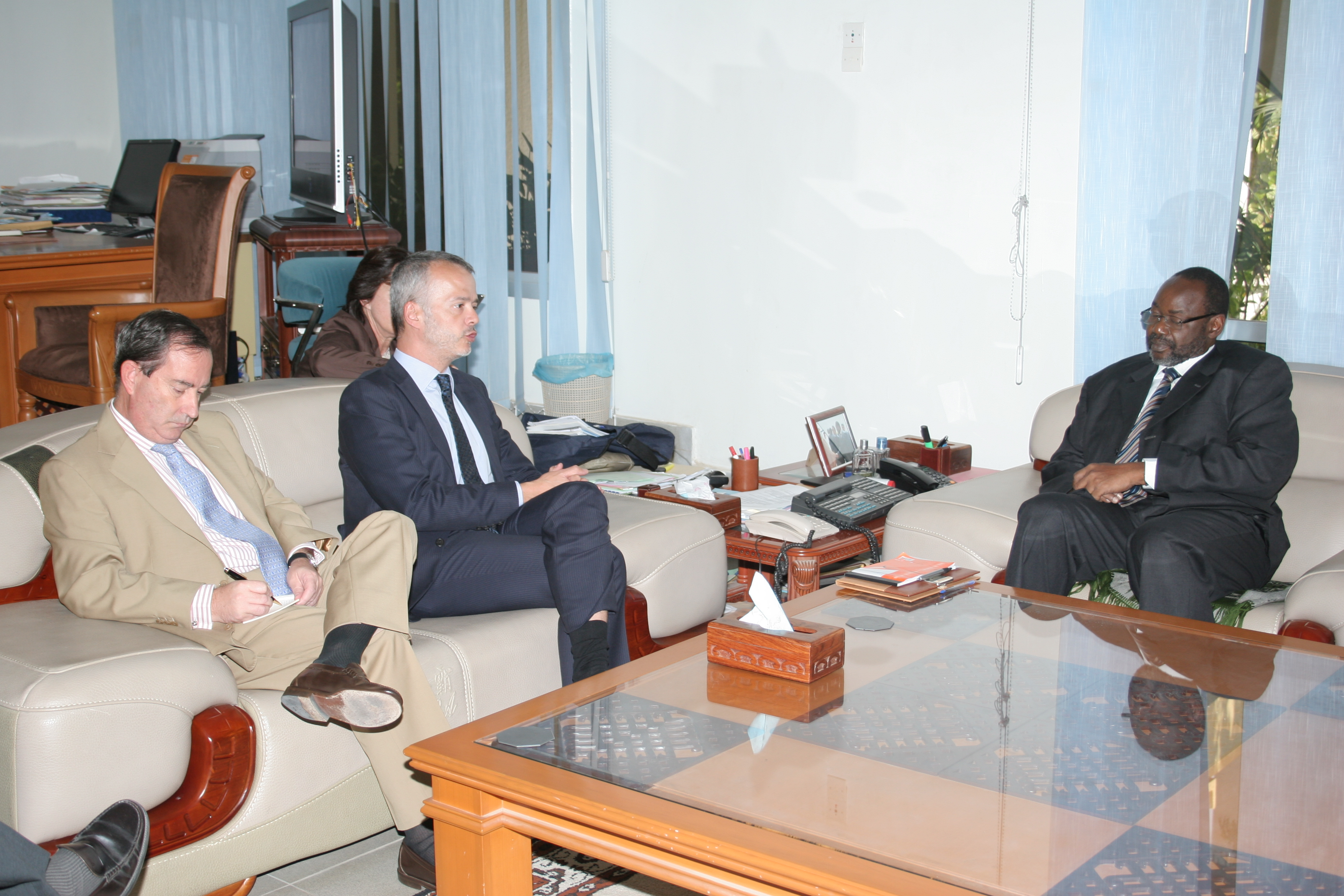
Reunión de enviados españoles con el ministro mauritano de Interior Ould Beilil en 2011

España reconoció oficialmente la independencia mauritana en noviembre de 1960, y envió una delegación, con Ramón Sedó al frente, para participar en los actos de esta. El primer embajador español presentó credenciales en 1961. La reivindicación mauritana sobre el Sáhara español planteada en la ONU en 1963 tuvo inicialmente el propósito más bien de bloquear la reivindicación marroquí sobre el territorio, recelando la diplomacia mauritana de la posibilidad de una entente hispanomarroquí. La posición de Mauritania en relación con el Sáhara se endureció a partir de la década de 1970, exigiendo un referéndum de autodeterminación y llegando incluso en 1972 a alcanzar una reconciliación con Marruecos. En el Acuerdo Tripartito de Madrid de 1975, España cedió la administración del territorio a Marruecos y Mauritania. En 1978 Mauritania rechazó la inclusión de las Islas Canarias como territorio a descolonizar en la cumbre de la OUA así como la legimitización del MPAIAC como «movimiento de liberación».
Más recientemente, España ha reforzado las relaciones bilaterales sobre todo en función de la importancia del país africano —con frontera marítima con las islas Canarias— a la hora de controlar la inmigración ilegal.

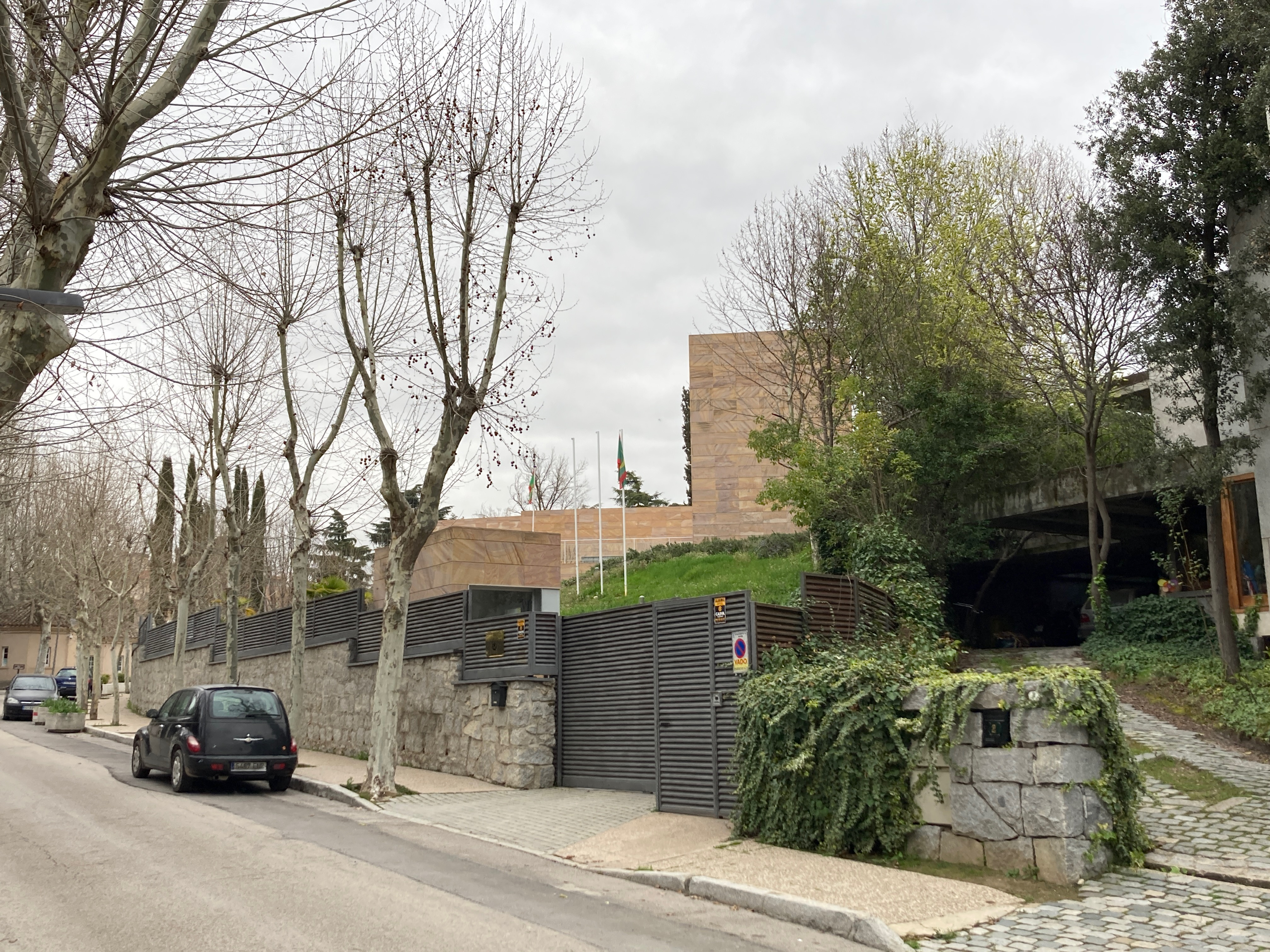
Embajada de Mauritania en Madrid

## Relaciones comerciales
España es un socio comercial importante, teniendo un 4,1% de las exportaciones de Mauritania, y que proporciona alrededor del 5,1% de las importaciones.